# Nagroda Hugo za najlepszą miniaturę literacką
Lista zwycięzców i nominowanych do nagrody Hugo w kategorii najlepsza miniatura literacka (short story, utwór składający się z mniej niż 7500 słów).

## Nagroda Hugo za najlepszą miniaturę literacką
Legenda:
 Zwycięzcy 
 Nagrody nie przyznano 
Ceremonia rozdania nagród za najlepszą miniaturę literacką nie odbyła się w 1953 i 1957 roku.
| Rok  | Autor                 | Tytuł | Źródło |
| ---- | --------------------- | --- | ------ |
| 1955 | Eric Frank Russell    | Elemelek / Nasz dobry pies (Allamagoosa) | [ 1 ]  |
| 1956 | Arthur C. Clarke      | Gwiazda (The Star) | [ 2 ]  |
| 1958 | Avram Davidson        | A wszystkie morza będą pełne ostryg (Or All the Seas with Oysters) | [ 3 ]  |
| 1959 | Robert Bloch          | Pociąg do piekła (That Hell-Bound Train) | [ 4 ]  |
| 1959 | Anton Lee Baker       | They've Been Working On... | [ 4 ]  |
| 1959 | Alfred Bester         | Ludzie, którzy zamordowali Mahometa (The Men Who Murdered Mohammed) | [ 4 ]  |
| 1959 | J. F. Bone            | Triggerman | [ 4 ]  |
| 1959 | Algis Budrys          | The Edge of the Sea | [ 4 ]  |
| 1959 | Cyril M. Kornbluth    | The Advent on Channel Twelve | [ 4 ]  |
| 1959 | Cyril M. Kornbluth    | Theory of Rocketry | [ 4 ]  |
| 1959 | Fritz Leiber          | Rump-Titty-Titty-Tum-Tah-Tee | [ 4 ]  |
| 1959 | Stanley Mullen        | Space to Swing a Cat | [ 4 ]  |
| 1959 | Manly Wade Wellman    | Nine Yards of Other Cloth | [ 4 ]  |
| 1960 | Daniel Keyes          | Kwiaty dla Algernona (Flowers for Algernon) | [ 5 ]  |
| 1960 | Philip José Farmer    | The Alley Man | [ 5 ]  |
| 1960 | Alfred Bester         | The Pi Man | [ 5 ]  |
| 1960 | Theodore Sturgeon     | The Man Who Lost the Sea | [ 5 ]  |
| 1960 | Ralph Williams        | Cat and Mouse | [ 5 ]  |
| 1961 | Poul Anderson         | Najdłuższa podróż (The Longest Voyage) | [ 6 ]  |
| 1961 | Pauline Ashwell       | The Lost Kafoozalum | [ 6 ]  |
| 1961 | Philip José Farmer    | Open to Me, My Sister / My Sister's Brother | [ 6 ]  |
| 1961 | Theodore Sturgeon     | Need | [ 6 ]  |
| 1962 | Brian Aldiss          | Cieplarnia (Hothouse) | [ 7 ]  |
| 1962 | Lloyd Biggle Jr.      | Pomnik (Monument) | [ 7 ]  |
| 1962 | Fritz Leiber          | Córka Scylli (Scylla's Daughter) | [ 7 ]  |
| 1962 | Mack Reynolds         | Status Quo | [ 7 ]  |
| 1962 | James H. Schmitz      | Lion Loose | [ 7 ]  |
| 1963 | Jack Vance            | Władcy smoków (The Dragon Masters) | [ 8 ]  |
| 1963 | Gary Jennings         | Myrrha | [ 8 ]  |
| 1963 | Fritz Leiber          | Czarny Graal / Jądro nienawiści (The Unholy Grail) | [ 8 ]  |
| 1963 | Theodore Sturgeon     | When You Care, When You Love | [ 8 ]  |
| 1963 | Swann                 | Where Is the Bird of Fire? | [ 8 ]  |
| 1964 | Poul Anderson         | Nie będzie rozejmu z władcami (No Truce with Kings) | [ 9 ]  |
| 1964 | Rick Raphael          | Code Three | [ 9 ]  |
| 1964 | Roger Zelazny         | Róża dla Eklezjastesa / Eklezjastes i róża (A Rose for Ecclesiastes / Four for Tomorrow) | [ 9 ]  |
| 1964 | Edgar Rice Burroughs  | Savage Pellucidar | [ 9 ]  |
| 1965 | Gordon R. Dickson     | Żołnierzu, nie pytaj (Soldier, Ask Not) | [ 10 ] |
| 1965 | Rick Raphael          | Once a Cop | [ 10 ] |
| 1965 | Robert F. Young       | Little Dog Gone | [ 10 ] |
| 1966 | Harlan Ellison        | „Kajaj się, Arlekinie!” - powiedział Tiktak / Ukorz się, pajacu, rzecze Tiktaktor („Repent, Harlequin!” Said the Ticktockman) | [ 11 ] |
| 1966 | Poul Anderson         | Marque and Reprisal | [ 11 ] |
| 1966 | Philip José Farmer    | Day of the Great Shout | [ 11 ] |
| 1966 | Fritz Leiber          | Grań Niebios (Stardock) | [ 11 ] |
| 1966 | Roger Zelazny         | Bramy jego twarzy, lampy jego ust (The Doors of His Face, The Lamps of His Mouth) | [ 11 ] |
| 1967 | Larry Niven           | Gwiazda neutronowa (Neutron Star) | [ 12 ] |
| 1967 | Brian Aldiss          | Człowiek ze swoim czasem (Man In His Time) | [ 12 ] |
| 1967 | Harlan Ellison        | Zabójca smoków - dar ułudy (Delusions for a Dragon Slayer) | [ 12 ] |
| 1967 | Raymond F. Jones      | Rat Race | [ 12 ] |
| 1967 | Richard McKenna       | Tajemne miejsce (The Secret Place) | [ 12 ] |
| 1967 | Fred Saberhagen       | Mr. Jester | [ 12 ] |
| 1967 | Bob Shaw              | Światło minionych dni (Light of Other Days) | [ 12 ] |
| 1967 | Roger Zelazny         | Nadchodzi moc (Comes Now the Power) | [ 12 ] |
| 1968 | Harlan Ellison        | Nie mam ust, a muszę krzyczeć (I Have No Mouth, and I Must Scream) | [ 13 ] |
| 1968 | Larry Niven           | Człowiek układanka / Człowiek na części (The Jigsaw Man) | [ 13 ] |
| 1968 | Samuel R. Delany      | Opaść na Gomorę / Tak, i Gomora... (Aye, and Gomorrah) | [ 13 ] |
| 1969 | Harlan Ellison        | Bestia, która wykrzyczała miłość w sercu świata (The Beast that Shouted Love at the Heart of the World) | [ 14 ] |
| 1969 | Larry Niven           | All the Myriad Ways | [ 14 ] |
| 1969 | Terry Carr            | Taniec Przemieniającego się i Trójki (The Dance of the Changer and the Three) | [ 14 ] |
| 1969 | Betsy Curtis          | The Steiger Effect | [ 14 ] |
| 1969 | Damon Knight          | Maski (Masks) | [ 14 ] |
| 1970 | Samuel R. Delany      | Czas rozpatrywany jako helisa z kamieni półszlachetnych (Time Considered as a Helix of Semi-Precious Stones) | [ 15 ] |
| 1970 | Robert Silverberg     | Pasażerowie (Passengers) | [ 15 ] |
| 1970 | Larry Niven           | Niedługo przed końcem (Not Long Before the End) | [ 15 ] |
| 1970 | Gregory Benford       | Deeper than the Darkness | [ 15 ] |
| 1970 | Ursula K. Le Guin     | Królowa Zimy (Winter's King) | [ 15 ] |
| 1971 | Theodore Sturgeon     | Powolna rzeźba (Slow Sculpture) | [ 16 ] |
| 1971 | R.A. Lafferty         | Continued on Next Rock | [ 16 ] |
| 1971 | Gordon R. Dickson     | Jean Duprès | [ 16 ] |
| 1971 | Keith Laumer          | W kolejce (In the Queue) | [ 16 ] |
| 1971 | Ben Bova              | Brillo | [ 16 ] |
| 1972 | Larry Niven           | Niestały księżyc (Inconstant Moon) | [ 17 ] |
| 1972 | Ursula K. Le Guin     | Szerzej niż imperia i wolniej (Vaster than Empires and More Slow) | [ 17 ] |
| 1972 | Clifford D. Simak     | The Autumn Land | [ 17 ] |
| 1972 | Stephen Tall          | The Bear with the Knot on His Tail | [ 17 ] |
| 1972 | R.A. Lafferty         | Sky | [ 17 ] |
| 1972 | George Alec Effinger  | All the Last Wars at Once | [ 17 ] |
| 1973 | R.A. Lafferty         | Matka Euremy (Eurema's Dam) | [ 18 ] |
| 1973 | Frederik Pohl         | Spotkanie (The Meeting) | [ 18 ] |
| 1973 | Robert Silverberg     | When We Went to See the End of the World | [ 18 ] |
| 1973 | James Tiptree Jr.     | And I Awoke and Found Me Here on the Cold Hill's Side | [ 18 ] |
| 1973 | Joanna Russ           | Kiedy zaszła zmiana / Nadchodzą nowe czasy (When It Changed) | [ 18 ] |
| 1974 | Ursula K. Le Guin     | Ci, którzy odchodzą z Omelas / Niektórzy odchodzą z Omelas (The Ones Who Walk Away from Omelas) | [ 19 ] |
| 1974 | George R.R. Martin    | Mgły opadają o świcie (With Morning Comes Mistfall) | [ 19 ] |
| 1974 | Clifford D. Simak     | Barak budowlany (Construction Shack) | [ 19 ] |
| 1974 | Vonda N. McIntyre     | Skrzydła (Wings) | [ 19 ] |
| 1975 | Larry Niven           | Dziurawiec (The Hole Man) | [ 20 ] |
| 1975 | Alfred Bester         | Czterogodzinna fuga (The Four-Hour Fugue) | [ 20 ] |
| 1975 | Michael Bishop        | Cathadonian Odyssey | [ 20 ] |
| 1975 | Ursula K. Le Guin     | Dzień przed rewolucją (The Day Before the Revolution) | [ 20 ] |
| 1975 | Robert Silverberg     | Schwartz Between the Galaxies | [ 20 ] |
| 1976 | Fritz Leiber          | Zdążyć na Zeppelina! (Catch That Zeppelin!) | [ 21 ] |
| 1976 | Harlan Ellison        | Croatoan | [ 21 ] |
| 1976 | P.J. Plauger          | Dziecko w każdym wieku (Child of All Ages) | [ 21 ] |
| 1976 | Richard A. Lupoff     | Sail the Tide of Mourning | [ 21 ] |
| 1976 | Michael Bishop        | Wolny pomidor (Rogue Tomato) | [ 21 ] |
| 1976 | Gregory Benford       | Doing Lennon | [ 21 ] |
| 1977 | Joe Haldeman          | Trzechsetlecie (Tricentennial) | [ 22 ] |
| 1977 | Charles L. Grant      | A Crowd of Shadows | [ 22 ] |
| 1977 | Damon Knight          | I See You | [ 22 ] |
| 1977 | James White           | Ubranie na miarę (Custom Fitting) | [ 22 ] |
| 1978 | Harlan Ellison        | Jeffty ma pięć lat (Jeffty Is Five) | [ 23 ] |
| 1978 | John Varley           | Porwanie / Uprowadzenie / Porwanie w powietrzu (Air Raid) | [ 23 ] |
| 1978 | Spider Robinson       | Dog Day Evening | [ 23 ] |
| 1978 | Randall Garrett       | Lauralyn | [ 23 ] |
| 1978 | James Tiptree Jr.     | Time-Sharing Angel | [ 23 ] |
| 1979 | C.J. Cherryh          | Kasandra (Cassandra) | [ 24 ] |
| 1979 | Harlan Ellison        | Count the Clock that Tells the Time | [ 24 ] |
| 1979 | Joan D. Vinge         | Widok z wysoka (View From a Height) | [ 24 ] |
| 1979 | Edward Bryant         | Kamień (Stone) | [ 24 ] |
| 1979 | Ian Watson            | The Very Slow Time Machine | [ 24 ] |
| 1980 | George R.R. Martin    | Droga krzyża i smoka (The Way of Cross and Dragon) | [ 25 ] |
| 1980 | Orson Scott Card      | Sonata bez akompaniamentu (Unaccompanied Sonata) | [ 25 ] |
| 1980 | Ted Reynolds          | Can These Bones Live? | [ 25 ] |
| 1980 | Edward Bryant         | giANTS | [ 25 ] |
| 1980 | Connie Willis         | Daisy, w słońcu (Daisy, In the Sun) | [ 25 ] |
| 1981 | Clifford D. Simak     | Grota Tańczących jeleni (Grotto of the Dancing Deer) | [ 26 ] |
| 1981 | Robert Silverberg     | Nasza Pani Zauropodów / Władczyni gadów (Our Lady of the Sauropods) | [ 26 ] |
| 1981 | Susan C. Petry        | Spidersong | [ 26 ] |
| 1981 | Jeff Duntemann        | Cold Hands | [ 26 ] |
| 1981 | Jeff Duntemann        | Guardian | [ 26 ] |
| 1982 | John Varley           | Pchacz / Spychacz / Pucer (The Pusher) | [ 27 ] |
| 1982 | Gene Wolfe            | The Woman the Unicorn Loved | [ 27 ] |
| 1982 | S.P. Somtow           | Absent Thee from Felicity Awhile | [ 27 ] |
| 1982 | George Guthridge      | The Quiet | [ 27 ] |
| 1983 | Spider Robinson       | Melancholijne słonie (Melancholy Elephants) | [ 28 ] |
| 1983 | Ursula K. Le Guin     | Sur / Sur: A Summary Report of the Yelcho Expedition to the Antarctic | [ 28 ] |
| 1983 | James Tiptree Jr.     | The Boy Who Waterskied to Forever | [ 28 ] |
| 1983 | Bruce Sterling        | Pajęcza Róża (Spider Rose) | [ 28 ] |
| 1983 | Howard Waldrop        | Ike at the Mike | [ 28 ] |
| 1984 | Octavia E. Butler     | Dźwięki mowy (Speech Sounds) | [ 29 ] |
| 1984 | Frederik Pohl         | Servant of the People | [ 29 ] |
| 1984 | Hilbert Schenck       | The Geometry of Narrative | [ 29 ] |
| 1984 | Gardner Dozois        | The Peacemaker | [ 29 ] |
| 1984 | William F. Wu         | Wong's Lost and Found Emporium | [ 29 ] |
| 1985 | David Brin            | Kryształowe sfery (The Crystal Spheres) | [ 30 ] |
| 1985 | George Alec Effinger  | Obcy, którzy wiedzą, znaczy, wszystko / Obcy, którzy wiedzieli wszystko. Absolutnie wszystko (The Aliens Who Knew, I Mean, Everything) | [ 30 ] |
| 1985 | Lee Killough          | Symphony for a Lost Traveler | [ 30 ] |
| 1985 | Lucius Shepard        | Salwador (Salvador) | [ 30 ] |
| 1985 | Kim Stanley Robinson  | Ridge Running | [ 30 ] |
| 1985 | Steven Gould          | Rory | [ 30 ] |
| 1986 | Frederik Pohl         | Fermi i mróz (Fermi and Frost) | [ 31 ] |
| 1986 | Howard Waldrop        | Lataj-spodek Rock and Roll (Flying Saucer Rock & Roll) | [ 31 ] |
| 1986 | John Crowley          | Śnieg (Snow) | [ 31 ] |
| 1986 | Bruce Sterling        | Obiad w Audoghaście (Dinner in Audoghast) | [ 31 ] |
| 1986 | William F. Wu         | Hong's Bluff | [ 31 ] |
| 1987 | Greg Bear             | Styczne (Tangents) | [ 32 ] |
| 1987 | Isaac Asimov          | Sny robota / Sny robotów (Robot Dreams) | [ 32 ] |
| 1987 | Nancy Springer        | The Boy Who Plaited Manes | [ 32 ] |
| 1987 | David S. Garnett      | Still Life | [ 32 ] |
| 1987 | James Patrick Kelly   | Szczur (Rat) | [ 32 ] |
| 1988 | Lawrence Watt-Evans   | No i rzuciłem robotę u Harry’ego (Why I Left Harry's All-Night Hamburgers) | [ 33 ] |
| 1988 | Kate Wilhelm          | Na zawsze twoja, Anna (Forever Yours, Anna) | [ 33 ] |
| 1988 | Pat Cadigan           | Anioł (Angel) | [ 33 ] |
| 1988 | Howard Waldrop        | Noc żółwi (Night of the Cooters) | [ 33 ] |
| 1988 | Karen Joy Fowler      | The Faithful Companion at Forty | [ 33 ] |
| 1988 | Lisa Goldstein        | Cassandra's Photographs | [ 33 ] |
| 1989 | Mike Resnick          | Kirinyaga | [ 34 ] |
| 1989 | David Brin            | Plaga hojności (The Giving Plague) | [ 34 ] |
| 1989 | Geoffrey A. Landis    | Fale na Morzu Diraca (Ripples in the Dirac Sea) | [ 34 ] |
| 1989 | Bruce Sterling        | Our Neural Chernobyl | [ 34 ] |
| 1989 | Eileen Gunn           | Stałe strategie dla średniego personelu zarządzającego (Stable Strategies for Middle Management) | [ 34 ] |
| 1989 | Jack McDevitt         | The Fort Moxie Branch | [ 34 ] |
| 1990 | Suzy McKee Charnas    | Boobs | [ 35 ] |
| 1990 | Orson Scott Card      | Zaginieni chłopcy (Lost Boys) | [ 35 ] |
| 1990 | Eileen Gunn           | Z komputerem za pan brat (Computer Friendly) | [ 35 ] |
| 1990 | Larry Niven           | The Return of William Proxmire | [ 35 ] |
| 1990 | Michael Swanwick      | Na krawędzi świata (The Edge of the World) | [ 35 ] |
| 1990 | Bruce Sterling        | Dori Bangs | [ 35 ] |
| 1991 | Terry Bisson          | Niedźwiedzie odkrywają ogień (Bears Discover Fire) | [ 36 ] |
| 1991 | Connie Willis         | Cibola | [ 36 ] |
| 1991 | Charles Sheffield     | Godspeed | [ 36 ] |
| 1991 | Robert Reed           | The Utility Man | [ 36 ] |
| 1991 | W. R. Thompson        | VRM-547 | [ 36 ] |
| 1992 | Geoffrey A. Landis    | A Walk in the Sun | [ 37 ] |
| 1992 | Mike Resnick          | Wspaniały poranek z szakalami / Doskonale piękny poranek z szakalami (One Perfect Morning, With Jackals) | [ 37 ] |
| 1992 | Connie Willis         | In the Late Cretaceous | [ 37 ] |
| 1992 | Mike Resnick          | Zimowe przesilenie (Winter Solstice) | [ 37 ] |
| 1992 | Terry Bisson          | Naciśnij Anna (Press Ann) | [ 37 ] |
| 1992 | John Kessel           | Buffalo | [ 37 ] |
| 1992 | Martha Soukup         | Dog's Life | [ 37 ] |
| 1993 | Connie Willis         | Nawet królowa (Even the Queen) | [ 38 ] |
| 1993 | Nancy Kress           | Góra przyszła do Mahometa (The Mountain to Mohammed) | [ 38 ] |
| 1993 | Mike Resnick          | Włócznia i lotos (The Lotus and the Spear) | [ 38 ] |
| 1993 | Martha Soukup         | The Arbitrary Placement of Walls | [ 38 ] |
| 1993 | Nicholas A. DiChario  | The Winterberry | [ 38 ] |
| 1994 | Connie Willis         | Śmierć na Nilu (Death on the Nile) | [ 39 ] |
| 1994 | Mike Resnick          | Mwalimu in the Squared Circle | [ 39 ] |
| 1994 | Martha Soukup         | The Story So Far | [ 39 ] |
| 1994 | Bridget McKenna       | The Good Pup | [ 39 ] |
| 1994 | Terry Bisson          | Anglia wyszła w morze (England Underway) | [ 39 ] |
| 1995 | Joe Haldeman          | Drugi wzrok (None So Blind) | [ 40 ] |
| 1995 | Kate Wilhelm          | I Know What You're Thinking | [ 40 ] |
| 1995 | Mike Resnick          | Barnaba na wybiegu (Barnaby in Exile) | [ 40 ] |
| 1995 | Terry Bisson          | Dead Man’s Curve | [ 40 ] |
| 1995 | Barry N. Malzberg     | Understanding Entropy | [ 40 ] |
| 1995 | M. Shayne Bell        | Mrs. Lincoln’s China | [ 40 ] |
| 1996 | Maureen F. McHugh     | The Lincoln Train | [ 41 ] |
| 1996 | Esther Friesner       | Urodziny (A Birthday) | [ 41 ] |
| 1996 | Michael A. Burstein   | TeleAbsence | [ 41 ] |
| 1996 | Tony Daniel           | Life on the Moon | [ 41 ] |
| 1996 | Michael Swanwick      | Walking Out | [ 41 ] |
| 1997 | Connie Willis         | Dusza dobiera sobie towarzystwo: Inwazja i odraza: chronologiczna reinterpretacja dwóch utworów Emily Dickinson: Perspektywa Wellsowska (The Soul Selects Her Own Society: Invasion and Repulsion: A Chronological Reinterpretation of Two of Emily Dickinson's Poems: A Wellsian Perspective) | [ 42 ] |
| 1997 | James White           | Un-Birthday Boy | [ 42 ] |
| 1997 | Michael Swanwick      | Martwi / Trupy (The Dead) | [ 42 ] |
| 1997 | Robert Reed           | Decency | [ 42 ] |
| 1997 | John Crowley          | Zniknęli (Gone) | [ 42 ] |
| 1998 | Mike Resnick          | 43 dynastie antaryjskie / Czterdzieści trzy dynastie antaryjskie (The 43 Antarean Dynasties) | [ 43 ] |
| 1998 | James Patrick Kelly   | Szuru-Buru pająk (Itsy Bitsy Spider) | [ 43 ] |
| 1998 | Gene Wolfe            | No Planets Strike | [ 43 ] |
| 1998 | Robert J. Sawyer      | Znać karty (The Hand You're Dealt) | [ 43 ] |
| 1998 | Karen Joy Fowler      | Standing Room Only | [ 43 ] |
| 1998 | Andy Duncan           | Beluthahatchie | [ 43 ] |
| 1999 | Michael Swanwick      | Prawdziwy puls maszyny / Wewnętrzne tętno maszyny (The Very Pulse of the Machine) | [ 44 ] |
| 1999 | Bruce Sterling        | Maneki Neko | [ 44 ] |
| 1999 | Michael Swanwick      | Promienie bramy / Promienne bramy (Radiant Doors) | [ 44 ] |
| 1999 | Michael Swanwick      | Surowe umysły (Wild Minds) | [ 44 ] |
| 1999 | Michael A. Burstein   | Cosmic Corkscrew | [ 44 ] |
| 1999 | Robert Reed           | Zwinka (Whiptail) | [ 44 ] |
| 2000 | Michael Swanwick      | Scherzo z tyranozaurem (Scherzo with Tyrannosaur) | [ 45 ] |
| 2000 | Michael Swanwick      | Ancient Engines | [ 45 ] |
| 2000 | Mike Resnick          | Szklarniowe kwiaty (Hothouse Flowers) | [ 45 ] |
| 2000 | Terry Bisson          | Maksy (macs) | [ 45 ] |
| 2000 | Nicholas A. DiChario  | Sarajevo | [ 45 ] |
| 2001 | David Langford        | Różne rodzaje ciemności (Different Kinds of Darkness') | [ 46 ] |
| 2001 | Michael A. Burstein   | Kaddish for the Last Survivor | [ 46 ] |
| 2001 | Michael Swanwick      | Moon Dogs | [ 46 ] |
| 2001 | Mike Resnick          | Słonie z Neptuna / Słonie na Neptunie (The Elephants on Neptune) | [ 46 ] |
| 2001 | Stephen Baxter        | The Gravity Mine | [ 46 ] |
| 2002 | Michael Swanwick      | Hau-hau, powiedział pies (The Dog Said Bow-Wow) | [ 47 ] |
| 2002 | Ursula K. Le Guin     | Kości Ziemi (The Bones of the Earth) | [ 47 ] |
| 2002 | Mike Resnick          | Pan MacDonald farmę miał (Old MacDonald Had a Farm) | [ 47 ] |
| 2002 | Stephen Baxter        | The Ghost Pit | [ 47 ] |
| 2002 | Michael A. Burstein   | Statki (Spaceships) | [ 47 ] |
| 2003 | Geoffrey A. Landis    | Falling Onto Mars | [ 48 ] |
| 2003 | Michael Swanwick      | 'Hello,' Said the Stick | [ 48 ] |
| 2003 | Michael Swanwick      | The Little Cat Laughed to See Such Sport | [ 48 ] |
| 2003 | Jeffrey Ford          | Dzieło stworzenia / Stworzenie (Creation) | [ 48 ] |
| 2003 | Molly Gloss           | Lambing Season | [ 48 ] |
| 2004 | Neil Gaiman           | Studium w szmaragdzie (A Study in Emerald) | [ 49 ] |
| 2004 | Michael A. Burstein   | Paying It Forward | [ 49 ] |
| 2004 | Mike Resnick          | Roboty nie płaczą (Robots Don't Cry) | [ 49 ] |
| 2004 | Joe Haldeman          | Cztery krótkie opowiadania (Four Short Novels) | [ 49 ] |
| 2004 | David D. Levine       | The Tale of the Golden Eagle | [ 49 ] |
| 2005 | Mike Resnick          | Podróże z moimi kotami (Travels with My Cats) | [ 50 ] |
| 2005 | James Patrick Kelly   | The Best Christmas Ever | [ 50 ] |
| 2005 | Mike Resnick          | A Princess of Earth | [ 50 ] |
| 2005 | Robert J. Sawyer      | Shed Skin | [ 50 ] |
| 2005 | Michael A. Burstein   | Decisions | [ 50 ] |
| 2006 | David D. Levine       | Tk'tk'tk | [ 51 ] |
| 2006 | Michael A. Burstein   | Siedemdziesiąt pięć lat (Seventy-Five Years) | [ 51 ] |
| 2006 | Dominic Green         | Nakręcana Bomba Atomowa (The Clockwork Atom Bomb) | [ 51 ] |
| 2006 | Margo Lanagan         | Singing My Sister Down | [ 51 ] |
| 2006 | Mike Resnick          | W głąb ścieżką pamięci (Down Memory Lane) | [ 51 ] |
| 2007 | Tim Pratt             | Nieziemskie sny (Impossible Dreams) | [ 52 ] |
| 2007 | Neil Gaiman           | Jak rozmawiać z dziewczynami na prywatkach (How to Talk to Girls at Parties) | [ 52 ] |
| 2007 | Robert Reed           | Osiem odcinków (Eight Episodes) | [ 52 ] |
| 2007 | Bruce McAllister      | Krewny (Kin) | [ 52 ] |
| 2007 | Benjamin Rosenbaum    | Dom za waszym niebem (The House Beyond Your Sky) | [ 52 ] |
| 2008 | Elizabeth Bear        | Przypływ (Tideline) | [ 53 ] |
| 2008 | Michael Swanwick      | Mały pokój w Koboldtown (A Small Room in Koboldtown) | [ 53 ] |
| 2008 | Stephen Baxter        | Ostatni kontakt (Last Contact) | [ 53 ] |
| 2008 | Ken MacLeod           | Kto się boi Wolfa 359? (Who's Afraid of Wolf 359?) | [ 53 ] |
| 2008 | Mike Resnick          | Distant Replay | [ 53 ] |
| 2009 | Ted Chiang            | Wydech (Exhalation) | [ 54 ] |
| 2009 | Kij Johnson           | 26 Monkeys, Also the Abyss | [ 54 ] |
| 2009 | Michael Swanwick      | A za nami ginęła chwała Babel (From Babel's Fall'n Glory We Fled) | [ 54 ] |
| 2009 | Mary Robinette Kowal  | Evil Robot Monkey | [ 54 ] |
| 2009 | Mike Resnick          | Artykuł wiary (Article of Faith) | [ 54 ] |
| 2010 | Will McIntosh         | Mrożona panna młoda (Bridesicle) | [ 55 ] |
| 2010 | Mike Resnick          | Narzeczona Frankensteina (The Bride of Frankenstein) | [ 55 ] |
| 2010 | Lawrence M. Schoen    | The Moment | [ 55 ] |
| 2010 | N.K. Jemisin          | Non-Zero Probabilities | [ 55 ] |
| 2010 | Kij Johnson           | Spór (Spar) | [ 55 ] |
| 2011 | Mary Robinette Kowal  | For Want of a Nail | [ 56 ] |
| 2011 | Carrie Vaughn         | Amaryllis | [ 56 ] |
| 2011 | Kij Johnson           | Kucyki (Ponies) | [ 56 ] |
| 2011 | Peter Watts           | Rzeczy (The Things) | [ 56 ] |
| 2012 | Ken Liu               | Papierowa menażeria (The Paper Menagerie) | [ 57 ] |
| 2012 | E. Lily Yu            | Osy kartografowie i pszczoły anarchiści (The Cartographer Wasps and the Anarchist Bees) | [ 57 ] |
| 2012 | Mike Resnick          | Powrót do domu (The Homecoming) | [ 57 ] |
| 2012 | Nancy Fulda           | Movement | [ 57 ] |
| 2012 | John Scalzi           | Shadow War of the Night Dragons: Book One: The Dead City: Prologue | [ 57 ] |
| 2013 | Ken Liu               | Mono no Aware | [ 58 ] |
| 2013 | Aliette de Bodard     | Immersion | [ 58 ] |
| 2013 | Kij Johnson           | Mantis Wives | [ 58 ] |
| 2014 | John Chu              | The Water That Falls on You from Nowhere | [ 59 ] |
| 2014 | Rachel Swirsky        | Gdybyś był dinozaurem, mój ukochany (If You Were a Dinosaur, My Love) | [ 59 ] |
| 2014 | Thomas Olde Heuvelt   | The Ink Readers of Doi Saket | [ 59 ] |
| 2014 | Sofia Samatar         | Selkie Stories Are for Losers | [ 59 ] |
| 2015 | nie przyznano         | nie przyznano | [ 60 ] |
| 2015 | Lou Antonelli         | On a Spiritual Plain | [ 60 ] |
| 2015 | Steven Diamond        | A Single Samurai | [ 60 ] |
| 2015 | Kary English          | Totaled | [ 60 ] |
| 2015 | Steve Rzasa           | Turncoat | [ 60 ] |
| 2015 | John C. Wright        | The Parliament of Beasts and Birds | [ 60 ] |
| 2016 | Naomi Kritzer         | Cat Pictures Please | [ 61 ] |
| 2016 | S. R. Algernon        | Asymmetrical Warfare | [ 61 ] |
| 2016 | Juan Tabo             | If You Were an Award, My Love | [ 61 ] |
| 2016 | S. Harris             | If You Were an Award, My Love | [ 61 ] |
| 2016 | Charles Shao          | Seven Kill Tiger | [ 61 ] |
| 2016 | Chuck Tingle          | Space Raptor Butt Invasion | [ 61 ] |
| 2017 | Amal El-Mohtar        | Pora szkła, pora żelaza (Seasons of Glass and Iron) | [ 62 ] |
| 2017 | Alyssa Wong           | A Fist of Permutations in Lightning and Wildflowers | [ 62 ] |
| 2017 | Brooke Bolander       | Our Talons Can Crush Galaxies | [ 62 ] |
| 2017 | N.K. Jemisin          | The City Born Great | [ 62 ] |
| 2017 | Carrie Vaughn         | That Game We Played During the War | [ 62 ] |
| 2017 | John C. Wright        | An Unimaginable Light | [ 62 ] |
| 2018 | Rebecca Roanhorse     | Welcome to your Authentic Indian Experience™ | [ 63 ] |
| 2018 | Vina Jie-Min Prasad   | Fandom for Robots | [ 63 ] |
| 2018 | Linda Nagata          | Marsjański obelisk (The Martian Obelisk) | [ 63 ] |
| 2018 | Ursula Vernon         | Sun, Moon, Dust | [ 63 ] |
| 2018 | Caroline M. Yoachim   | Carnival Nine | [ 63 ] |
| 2018 | Fran Wilde            | Clearly Lettered in a Mostly Steady Hand | [ 63 ] |
| 2019 | Alix E. Harrow        | A Witch’s Guide to Escape: A Practical Compendium of Portal Fantasies | [ 64 ] |
| 2019 | P. Djèlí Clark        | The Secret Lives of the Nine Negro Teeth of George Washington | [ 64 ] |
| 2019 | T. Kingfisher         | The Rose MacGregor Drinking and Admiration Society | [ 64 ] |
| 2019 | Sarah Gailey          | STET | [ 64 ] |
| 2019 | Sarah Pinsker         | The Court Magician | [ 64 ] |
| 2019 | Brooke Bolander       | The Tale of the Three Beautiful Raptor Sisters, and the Prince Who Was Made of Meat | [ 64 ] |
| 2020 | S.L. Huang            | As the Last I May Know | [ 65 ] |
| 2020 | Alix E. Harrow        | Do Not Look Back, My Lion | [ 65 ] |
| 2020 | Shiv Ramdas           | And Now His Lordship Is Laughing | [ 65 ] |
| 2020 | Fran Wilde            | A Catalog of Storms | [ 65 ] |
| 2020 | Rivers Solomon        | Blood Is Another Word for Hunger | [ 65 ] |
| 2020 | Nibedita Sen          | Ten Excerpts from an Annotated Bibliography on the Cannibal Women of Ratnabar Island | [ 65 ] |
| 2021 | T. Kingfisher         | Metal Like Blood in the Dark | [ 66 ] |
| 2021 | Rae Carson            | Badass Moms in the Zombie Apocalypse | [ 66 ] |
| 2021 | Vina Jie-Min Prasad   | A Guide for Working Breeds | [ 66 ] |
| 2021 | Naomi Kritzer         | Little Free Library | [ 66 ] |
| 2021 | Yoon Ha Lee           | The Mermaid Astronaut | [ 66 ] |
| 2021 | John Wiswell          | Dzień otwarty w nawiedzonym domu (Open House on Haunted Hill) | [ 66 ] |
| 2022 | Sarah Pinsker         | Where Oaken Hearts Do Gather | [ 67 ] |
| 2022 | Alix E. Harrow        | Mr. Death | [ 67 ] |
| 2022 | José Pablo Iriarte    | Proof by Induction | [ 67 ] |
| 2022 | Seanan McGuire        | Tangles | [ 67 ] |
| 2022 | Blue Neustifter       | Unknown Number | [ 67 ] |
| 2022 | Catherynne M. Valente | The Sin of America | [ 67 ] |
| 2023 | Samantha Mills        | Rabbit Test | [ 68 ] |
| 2023 | Lu Ban                | The White Cliff | [ 68 ] |
| 2023 | Jiang Bo              | On the Razor’s Edge | [ 68 ] |
| 2023 | Ren Qing              | Resurrection | [ 68 ] |
| 2023 | Regina Kanyu Wang     | Zhurong on Mars | [ 68 ] |
| 2023 | John Wiswell          | D.I.Y. | [ 68 ] |
| 2024 | Naomi Kritzer         | Better Living Through Algorithms | [ 69 ] |
| 2024 | Baoshu                | Tasting the Future Delicacy Three Times | [ 69 ] |
| 2024 | P. Djèlí Clark        | How to Raise a Kraken in Your Bathtub | [ 69 ] |
| 2024 | Aliette de Bodard     | The Mausoleum’s Children | [ 69 ] |
| 2024 | Rachael K. Jones      | The Sound of Children Screaming | [ 69 ] |
| 2024 | Han Song              | Answerless Journey | [ 69 ] |

## Nagroda „Retro Hugo”
Legenda:  Zwycięzcy 
| Rok  | Rok przyznania | Autor                                    | Tytuł                                                         | Źródło |
| ---- | -------------- | ---------------------------------------- | ------------------------------------------------------------- | ------ |
| 1939 | 2014           | Arthur C. Clarke                         | How We Went to Mars                                           | [ 70 ] |
| 1939 | 2014           | Lester del Rey                           | Wierny jak pies (The Faithful)                                | [ 70 ] |
| 1939 | 2014           | Lester del Rey                           | Helen O'Loy                                                   | [ 70 ] |
| 1939 | 2014           | Ray Bradbury                             | Hollerbochen's Dilemma                                        | [ 70 ] |
| 1939 | 2014           | L. Sprague de Camp                       | Hyperpilositis (Hyperpilosity)                                | [ 70 ] |
| 1941 | 2016           | Isaac Asimov                             | Robbie                                                        | [ 71 ] |
| 1941 | 2016           | Robert A. Heinlein                       | Requiem                                                       | [ 71 ] |
| 1941 | 2016           | Leigh Brackett                           | Martian Quest                                                 | [ 71 ] |
| 1941 | 2016           | Leigh Brackett                           | The Stellar Legion                                            | [ 71 ] |
| 1941 | 2016           | Jorge Luis Borges                        | Tlön, Uqbar, Orbis Tertius                                    | [ 71 ] |
| 1943 | 2018           | C.L. Moore & Henry Kuttner               | Twonk (The Twonky)                                            | [ 72 ] |
| 1943 | 2018           | Fredric Brown                            | Etaoin Shrdlu                                                 | [ 72 ] |
| 1943 | 2018           | Donald A. Wollheim (jako Martin Pearson) | Mimikra (Mimic)                                               | [ 72 ] |
| 1943 | 2018           | Hal Clement                              | Proof                                                         | [ 72 ] |
| 1943 | 2018           | Isaac Asimov                             | Zabawa w berka (Runaround)                                    | [ 72 ] |
| 1943 | 2018           | Fritz Leiber                             | Zatopiony ląd (The Sunken Land)                               | [ 72 ] |
| 1944 | 2019           | Ray Bradbury                             | King of the Gray Spaces (także jako R is for Rocket)          | [ 73 ] |
| 1944 | 2019           | Isaac Asimov                             | Death Sentence                                                | [ 73 ] |
| 1944 | 2019           | Robert Bloch                             | Yours Truly – Jack the Ripper                                 | [ 73 ] |
| 1944 | 2019           | Edmond Hamilton                          | Wygnanie (Exile)                                              | [ 73 ] |
| 1944 | 2019           | H.H. Holmes (Anthony Boucher)            | Q.U.R.                                                        | [ 73 ] |
| 1944 | 2019           | C.L. Moore                               | Doorway into Time                                             | [ 73 ] |
| 1945 | 2020           | Ray Bradbury                             | I, Rocket                                                     | [ 74 ] |
| 1945 | 2020           | Clifford D. Simak                        | Ucieczka (Desertion)                                          | [ 74 ] |
| 1945 | 2020           | Clifford D. Simak                        | Rojowisko (Huddling Place)                                    | [ 74 ] |
| 1945 | 2020           | Isaac Asimov                             | The Wedge (także jako The Traders)                            | [ 74 ] |
| 1945 | 2020           | Fredric Brown                            | And the Gods Laughed                                          | [ 74 ] |
| 1945 | 2020           | A.E. van Vogt                            | Daleki Centaur (Far Centaurus)                                | [ 74 ] |
| 1946 | 1996           | Hal Clement                              | Uncommon Sense                                                | [ 75 ] |
| 1946 | 1996           | Murray Leinster                          | The Ethical Equations                                         | [ 75 ] |
| 1946 | 1996           | Fredric Brown                            | The Waveries                                                  | [ 75 ] |
| 1946 | 1996           | Henry Kuttner                            | Czego ci trzeba (What You Need)                               | [ 75 ] |
| 1946 | 1996           | Raymond F. Jones                         | Correspondence Course                                         | [ 75 ] |
| 1951 | 2001           | Damon Knight                             | Jak najlepiej traktować człowieka (To Serve Man)              | [ 76 ] |
| 1951 | 2001           | Fritz Leiber                             | Nadchodzi pora atrakcji (Coming Attraction)                   | [ 76 ] |
| 1951 | 2001           | Richard Matheson                         | Zrodzony z męża i niewiasty (Born of Man and Woman)           | [ 76 ] |
| 1951 | 2001           | A. J. Deutsch                            | A Subway Named Mobius                                         | [ 76 ] |
| 1951 | 2001           | Reginald Bretnor                         | The Gnurrs Come from the Voodvork Out                         | [ 76 ] |
| 1954 | 2004           | Arthur C. Clarke                         | Dziewięć miliardów imion Boga (The Nine Billion Names of God) | [ 77 ] |
| 1954 | 2004           | Jerome Bixby                             | To wspaniałe życie (It's a Good Life)                         | [ 77 ] |
| 1954 | 2004           | Alfred Bester                            | Star Light, Star Bright                                       | [ 77 ] |
| 1954 | 2004           | Theodore Sturgeon                        | Spodek samotności (A Saucer of Loneliness)                    | [ 77 ] |
| 1954 | 2004           | Robert Sheckley                          | Siódma ofiara (Seventh Victim)                                | [ 77 ] |